# Національна єдність
Національна єдність (зустрічаються такі варіанти як Національна згода  чи Національний союз, норв. Nasjonal Samling МФА: [nɑʂʊˈnɑːl ˈsɑ̀mlɪŋ], NS) — норвезька
ультраправа політична партія (1933—1945).

## Історія
Партія «Національна єдність» була заснована колишнім міністром оборони Норвегії Відкуном Квіслінгом в 1933 році. Її ідеологія базувалась на спробі синтеза демократії, націонал-соціалізму та комунізму, проте в народі її мало хто підтримував. Головні політичні сили країни не хотіли співпрацювати із Квіслінгом.
Після того, як на парламентських виборах у жовтні 1933 року «Національна Єдність» набрала 2,2 % голосів — цього не вистачило навіть на одне місце у парламенті, на комунальних виборах 1934 року її частка зменшилась до 1,5 %, а на парламентських виборах 1936 року — до 1,8 %. Згодом, на комунальних виборах 1937 року вона отримала лише 0,06 %.
Партія отримала невелику підтримку в північних областях, а також в сільських регіонах Східної Норвегії. В західних областях Норвегії «Національна Єдність» була доволі не популярна і часто її не підтримував ніхто зовсім.
Квіслінг і його прибічники широко використовували елементи символіки древньої Скандинавії, тим самим підкреслювали в своєму обличчі своє походження від «духу вікінгів» та «героїчного загальнонімецького минулого». Так, бойові загони партії отримали назву «хірд» (Hird) — на подобі дружин скандинавських конунгів.
Після окупації країни німецькими військами в 1940 році «Національна Єдність» співпрацювала із німецькою окупаційною владою, що було відкинуто більшістю норвежців, хоча партії вдалось все ж таки залучити до себе 57000 членів, що складало 1,8 % населення. Це були головним чином службовці і чиновники, які вступали в партію через вигоду, але деякі з них також вважали що вони тільки таким шляхом можуть перешкодити повній владі німців в країні. За час німецької окупації частка робітників у партії виросла на 30 %. Восени 1943 року партія досягла своєї «стелі» і нараховувала 43 тис. людей (тобто 1,5 % дорослого населення країни).
Ця партія стала в значній ступені органом окупаційної влади. Німецький райхкомісар Йозеф Тербофен 25 вересня 1940 року оголосив «Національну єдність» єдиною законною політичною партією Норвегії. Під керівництвом Відкуна Квіслінга «Національна єдність» стала головною колабораційною партією країни, хоча, залишалася в залежності від німецької влади.
8 травня 1945 року партія була заборонена. Багато членів партії були заарештовані і засуджені, а лідер Відкун Квіслінг був страчений.

## Програма
Програма НЖ, розроблена Гансом Якобсеном, проповідувала концепцію «лідерства», створення корпоративної держави, автономію профспілок, участь робітників в управлінні державою, догляд за селянськими господарствами, обов'язки по роботі. Націоналіст Самлінг проголосив створення так званої «Великої Норвегії», маючи на увазі збільшення територій до меж вікінгів, а також об'єднання Північної Німеччини, Скандинавії та Великої Британії. У 1936 році Квіслінг оголосив ідею створення особливої Північної Ліги Націй (Nordisk Folkeforbund), а в червні 1939 року брав участь у з'їзді, що проходив у Любеку.
НЄ виступала проти парламентської демократії, а також комунізму. Він представляв інтереси нацистської Німеччини та фашистської Італії, а також співпрацю з ними.

## Уніформа і знаки розпізнавання

Символ парамітарної організації Хірд
Символ парамілітарної організації Førergarden
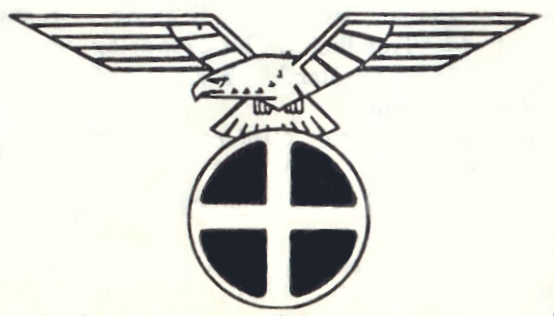
Партійний значок
прапор партії